# Original Me
Original Me är ett studioalbum av den tyska musikgruppen Cascada. Det gavs ut den 17 juni 2011 och innehåller 11 låtar.

## Låtlista
| Nr  | Titel                    | Längd |
| --- | ------------------------ | ----- |
| 1.  | San Francisco            | 3:46  |
| 2.  | Au Revoir                | 3:08  |
| 3.  | Stalker                  | 3:31  |
| 4.  | Night Nurse              | 3:22  |
| 5.  | Pyromania                | 3:29  |
| 6.  | Unspoken                 | 3:26  |
| 7.  | Original Me              | 3:09  |
| 8.  | Sinner On the Dancefloor | 2:55  |
| 9.  | Enemy                    | 3:29  |
| 10. | Hungover                 | 3:46  |
| 11. | Independence Day         | 3:51  |

Sångaren Carlprit är med på spår 6 och 11.

## Listplaceringar
| Lista     | Topplacering |
| --------- | ------------ |
| Schweiz   | 44           |
| Österrike | 46           |